# Muyi, Guizhou
Muyi (kinesiska: 募役) är en köping i sydvästra Kina. Den ligger i det autonoma häradet Zhenning i staden Anshun i provinsen Guizhou, omkring 110 kilometer sydväst om provinshuvudstaden Guiyang. Antalet invånare är 12100. Befolkningen består av 5 809 kvinnor och 6 291 män. Barn under 15 år utgör 27,0 %, vuxna 15-64 år 63 %, och äldre över 65 år 9,0 %.